# Zwiezda Irkuck
Zwiezda Irkuck (ros. Футбольный клуб «Звезда» Иркутск, Futbolnyj Kłub "Zwiezda" Irkuck) – rosyjski klub piłkarski z siedzibą w Irkucku.

## Historia
Chronologia nazw:
- ???—1945: Łokomotiw Wostoka Irkuck (ros. «Локомотив Востока» Иркутск)
- 1946—1956: Łokomotiw Irkuck (ros. «Локомотив» Иркутск)
- 1957—1959: Eniergija Irkuck (ros. «Энергия» Иркутск)
- 1960: Maszynostroitiel Irkuck (ros. «Машиностроитель» Иркутск)
- 1961—1967: Angara Irkuck (ros. «Ангара» Иркутск)
- 1968—1973: Aerofłot Irkuck (ros. «Аэрофлот» Иркутск)
- 1974—1975: Awiator Irkuck (ros. «Авиатор» Иркутск)
- 1976—1991: Zwiezda Irkuck (ros. «Звезда» Иркутск)
- 1992—1993: Zwiezda-Junis-Sib Irkuck (ros. «Звезда‑Юнис‑Сиб» Иркутск)
- 1994—2008: Zwiezda Irkuck (ros. «Звезда» Иркутск)

Piłkarska drużyna Eniergija została założona w mieście Irkuck w 1957, chociaż jeszcze wcześniej miasto reprezentował klub, który nazywał się Łokomotiw Wostoka a od 1946 Łokomotiw.
W 1957 klub debiutował w Klasie B, strefie Dalekowschodniej Mistrzostw ZSRR i występował w niej 6 sezonów. W 1963 po reorganizacji systemu lig ZSRR klub spadł do niższej ligi. W 1968 powrócił do Drugiej Grupy A, podgrupy 4.
W 1970 po kolejnej reorganizacji systemu lig ZSRR klub okazał się w Drugiej Lidze, strefie 6, w której występował do 1991.
W Mistrzostwach Rosji klub startował w Pierwszej Lidze, strefie Wschodniej.
Od sezonu 1997 występował w Drugiej Dywizji, strefie Wschodniej.
W latach 2007–2008 występował w Pierwszej Dywizji, jednak po 2008 klub faktycznie został rozwiązany.

## Sukcesy
- 4 miejsce w Drugiej Grupie A ZSRR, strefie 1: 1969
- 1/16 finału Pucharu ZSRR: 1958
- 4 miejsce w Rosyjskiej Pierwszej Lidze: 1995
- 1/8 finału Pucharu Rosji: 1995